# Ramboo
Ramboo ist ein osttimoresischer Ort im Suco Lissadila (Verwaltungsamt Loes, Gemeinde Liquiçá).
Die Ortschaft liegt im Südwesten der Aldeia Glai, in einer Meereshöhe von 44 m. Sie besteht aus mehreren kleinen Häusergruppen in dem einzigen Gebiet von Lissadila, das südlich des fast trockenen Seitenarms des Gleno liegt, einem Nebenfluss des Lóis. Westlich befindet sich der kleine Ort Wepirale, der ebenfalls zu Lissadila gehört. Im Süden liegt das Dorf Sare, das zum Nachbar-Suco Aculau gehört.